# 2024 у театрі
«2024 у театрі» — огляд подій театрального світу, включно із прем'єрами, церемоніями нагородження, фестивалями.

## Події

### Театральні починання
- До Дня Соборності України на сцені Національної опери України готується концерт за участі солістів оперних театрів з усієї України: Львівський національний академічний театр опери та балету імені Соломії Крушельницької, Харківський національний академічний театр опери та балету імені Миколи Лисенка, Одеський національний академічний театр опери та балету, Дніпровський академічний театр опери та балету, Київський муніципальний академічний театр опери та балету для дітей та юнацтва[1]
- лютий — японська компанія «Yamaha» передала оркестру Одеського театру опери та балету комплект духових інструментів[2]
- 13 квітня — у Кривому Розі відкрито новий простір для глибоких роздумів та нетривіального мистецтва – вільний майданчик «KVARTA+». Команда засновників – Павло Осіков (Театр одного актора «AVE») та Андрій Богун («Студія Простір»)[3][4]
- квітень — оголошено, що запуск проєкту «Театр ветеранів» – спільна ініціатива «Театру Драматургів» із «ТРО Медіа». Проєкт має стати інструментом реабілітації тих, хто пережив травматичний досвід, має поранення, контузії, втрати кінцівок[5][6][7]
- Донецький академічний обласний драматичний театр, який працює в Ужгороді, оголосив про створення платформи для об’єднання світової театральної спільноти на підтримку України у боротьбі з російськими загарбниками «Theatrical Ramstein» – за аналогією міжнародних зустрічей Ramstein Meetings[8]
- серпень — проведено огляд безбар’єрності київських театрів[9]
- 24 серпня — Івано-Франківський національний академічний драматичний театр імені Івана Франка анонсував традиційну відеотрансляцію вистави «Hamlet» з вершини гори Піп Іван до Дня Незалежності України[10]
- 15 вересня — Дніпровський Народний театр «Чародій» виступив із претензією на звання найстарішого театру в місті, й 15 вересня відкрив 126-й сезон. Посилаються на те, що за два роки до створення Дніпровського музично-драматичного театру театр «Чародей» працював в Українському Домі (колишній ПК Ільїча. Відлік театру пропонують вести від 1899 року[11]
- вересень — У Кропивницькому створено творче об’єднання «Кропива», до складу якого увійшли професійні актори і люди, які не мають відповідної освіти, але хочуть спробувати себе у ролі акторів. У витоків ТО стоять Вячеслав Вандрашек, Валерій Ланецький та Євген Скрипник. Дебютною роботою стала читка п’єси «Молочайник» української драматургині Оксани Гриценко, яка відбулася 9 вересня у Музеї мистецтв[12][13]
- жовтень — До Києва приїхав польський режисер Ґжеґож Яжина[pl] на постановку у Національному академічному драматичному театрі ім. Лесі Українки[14]
- листопад — Відкриття нової сцени «Львів Опера: Малярка» Львівської національної опери відбудеться прем'єрою камерної опери «Русалонька»[15]
- З листопада — у Києві започатковано «Театр Воєнних Дій», актори якого – ветерани та чинні військові[16]

### Театр і маркетинг
- З-за кордону не повернувся менше ніж 1% діячів культури, кому відомство підписувало дозвіл на виїзд – заявив в. о. міністра культури та інформаційної політики (МКІП) України Ростислав Карандєєв[17]
- 5 лютого — Запущено театральний чат-бот «Ostap» (авторка проєкту Катерина Кирсенко). Від початку у чат-боті доступні культурні заклади Києва із інформацією про вистави, дати показів та кількість вільних місць на обрану дату[18]
- 14 лютого — До Дня святого Валентина Кіровоградський академічний український музично-драматичний театр ім. М.Л. Кропивницького провів акцію з публічного освідчення у коханні театрам. Білборди та сітілайти з'явилися на вулицях кількох міст України – біля театрів, що носять імена корифеїв української сцени[19][20].
- квітень —  Команда «YC.Market» задалося запитанням «Що з доходами українських театрів на другий рік війни?». Дослідження у вигляді відповіді вийшли окремою публікацією[21]
- травень — Видання «Гал-інфо» задалося запитанням «Якою є мінімальна та максимальна вартість квитків до різних театрів Львова на 18-19 травня?». Дослідження у вигляді відповіді вийшли окремою публікацією[22]
- червень — розпочалася процедура присвоєння імені українського письменника та драматурга XIX сторіччя Григорія Квітки-Основ'яненка Харківському академічному драматичному театру (екс. ім. Пушкіна)[23]
- вересень — Київський Національний академічний драматичний театр імені Івана Франка інтегрував для купівлі квитків сервіс «Дія.Підпис». Крок зроблено зокрема й для боротьби із шахрайствами із квитками – відтепер одна людина зможе придбати не більш ніж 4 квитки[24][25]
- листопад — журнал «Forbes» підбили підсумок доходів Театру Франка, Молодого театру, Театру оперети за результатами третього кварталу 2024 року. У середньому театри збільшили виторг на третину проти третього кварталу 2023-го[26]
- грудень — портал «Главком» назвав Станіслава Боклана «найдорожчим актором країни» навівши сторінки з його договору на участь у прем’єрі «Поромник» за п'єсою Джеза Баттеруорта у постановці Кирила Кашлікова на сцені Національного академічного драматичного театру ім. Лесі Українки[27]

### Театр, ЗМІ та блогосфера
- травень — Вийшов друком перший номер відновленого журналу «Український театр». Його засновницею стала театрознавиця, директорка видавничого дому «Антиквар» Ганна Шерман. Головний редактор – журналіст й театрознавець Віталій Жежера[28][29][30][31][32]
- травень — редакційна рада журналу «NV» за допомогою авторитетних експертів і читачів сформували лістинг співвітчизників, які протягом 10 років відігравали ключову роль в Україні. З числа театральних представників до переліку потрапили режисери Влад Троїцький та Іван Уривський[33][34]
- вересень – до 10-річчя заснування Galka.if.ua відзначила сотню людей, без яких неможливо уявити Івано-Франківськ – вони допомагали розвивати місто – його культуру, урбаністику, освіту, волонтерство, медичну та спортивну галузь, підприємництво та інші напрямки. Від людей театру до переліку увійшли: Галина Баранкевич, Тарас Бенюк, Іван Бліндар, Ірма Вітовська, Олексій Гнатковський, Ростислав Держипільський, Сергій Лазановський, Надія Левченко та Роман Луцький[35]
- грудень – Міжнародний журнал «ArtReview» опублікував щорічний рейтинг Power 100, визначивши найвпливовіших діячів у сфері сучасного мистецтва. Перше місце у 2024 році посіла Шейха Хур Аль-Кассімі – кураторка, директорка бієнале в Шарджі. У списку також опинився український підприємець і меценат Віктор Пінчук, який зайняв 95 місце[36]

### Театр у кіно
- 16 жовтня — на каналі «Загін кіноманів» вийшов документальний фільм «Феномен Курбаса» від Віталія Гордієнко та Стаса Весельського[37][38]

### Театральні виставки
- 23 вересня – виставка українського театрального костюму на світлинах, ескізах та манекенах в Любліні (Польща), яка є частиною міжнародного проєкту «Український театральний костюм XX–XXI ст. Ідентичність, контекст, ландшафт»[39]

### Театральні ювілеї
- 9 березня — 210-річчя від дня народження Тараса Шевченка (єдина айдентика[40])
- 12 червня — 60 років Анатолію Гнатюку[41]
- 15 червня — 25 років виставі «Шельменко денщик» за однойменною повістю Григорія Квітки-Основ'яненка (реж. Петро Ільченко, Національний академічний драматичний театр імені Івана Франка) — прем'єра відбулася 15 жовтня 1999 року[41]
- 9 липня — 150-й показ вистави «Моя професія – синьор з вищого світу» Джуліо Скарніччі, Ренцо Тарабузі (реж. Анатолій Хостікоєв, Національний академічний драматичний театр імені Івана Франка) — прем'єра відбулася 05 червня 2014 року[42]
- 10 серпня — 30 років Криворізькому міському академічному театру музично-пластичних мистецтв «Академія руху»[43]
- 1 листопада — 120 років Київському національному університету театру, кіно і телебачення ім. Івана Карпенка-Карого»[44]
- 7 листопада — 100 років Київському академічному театру юного глядача на Липках»[45][46]
- 19 грудня — 90 років Київського національного академічного театру оперети»[47][48]

### Меморіальні події
- 16 березня — до другої річниці бомбардування російськими військовими театру в Маріуполі пройшла акція вшанування пам'яті жертв трагедії, яку підтримали 57 театрів по всій Україні[49][50][51].

### Театральні гастролі
- 2–5 січня — гастролі Хмельницького театру ім. Михайла Старицького містами Львів (2 січня), Звягель (3 січня), Київ (4 січня), Біла Церква (5 січня) із виставами «Крижане серце» (реж. Дмитро Обєдніков) та «Ніч перед Різдвом» (реж. Олег Мосійчук)
- 11 – 14 січня — чотириденні гастролі Миколаївського академічного обласного театру ляльок на сцені Київського академічного обласного театру ляльок із виставами «Іванкова сопілка» (реж. Ігор Федірко) та «Пригоди маленького автомобільчика» (реж. Юрій Тітаров)
- 20 – 21 січня — київські гастролі луцького театру «ГаРмИдЕр» із виставою «Пʼять Пісень Полісся» (реж. Руслана Порицька)[52][53]
- 30 січня — київські гастролі Херсонського театр ім. Миколи Куліша з виставою «Буде тобі, враже, так, як відьма скаже» (реж. Сергій Павлюк)[54][55]
- 23 лютого — виставу «Двоє» київський Малий театр показав у луцькому Експериментальному театрі «Адреналін»[56]
- березень — виставу «Зерносховище» Рівненський обласний академічний український музично-драматичний театр показав у Львові, Києві, Житомирі[57]
- 29-30 квітня — виставу «Проста українська скіфська баба» Миколаївський академічний художній драматичний театр показав на «Сцена під дахом Національного академічного драматичного театру ім. Лесі Українки у Києві[58]
- 30 квітня — виставу «Мольєр.Анатомія» Львівський академічний театр імені Леся Курбаса показав у луцькому Експериментальному театрі «Адреналін»[59]
- травень — Вистави «Обережно, Незнайомець!» Волинського театру ляльок та «Івасик-Телесик» Львівського театру ляльок показали на сцені Рівненського театру ляльок в рамках обмінних гастролей[60]
- 5 червня — виставу «Академія сміху» Національний академічний драматичний театр імені Лесі Українки показав в рамках Українського АРТ ХАБу «Мистецька фортеця» у Харкові[61]
- 15 вересня — виставу «Бо я і є – Україна!» Миколаївський академічний художній драматичний театр показав на сцені Національного академічного драматичного театру ім. Лесі Українки у Києві[62]
- вересень — гастролі Одеського театру юного глядача ім. Юрія Олеші із виставами «Молочайник»,  «Мауглі» та «Будьте ви щасливі!» містами Чернівці, Житомир, Полтава, Хмельницький[63][64]
- 12 листопада — вистава «Дзяди» (Івано-Франківський національний академічний драматичний театр імені Івана Франка) в межах Міжнародного форуму Центральної і Східної Європи Via Carpatia[65]

### Український театр за кордоном
- січень — показ опери «Chornobyldorf» Романа Григоріва та Іллі Разумейка відбувся в рамках щорічного фестивалю сучасної опери і театру «Prototype» у Нью-Йорку[66]
- лютий — Стас Жирков поставив виставу «Листівки зі Сходу» за п'єсою Павла Ар’є у берлінському Театрі Шаубюне[67]
- березень — українська опера «Chornobyldorf» отримала Премію Королівського філармонічного товариства (Велика Британія) у номінації «Опера та музичний театр»[68][69]
- 28 квітня — Виставу за антивоєнною п’єсою «Біла пошесть» у празькому театрі «Vzlet» показав Дніпровський театр «Віримо!»[70]
- квітень — У Кракові відбувся XI Міжнародний фестиваль українського театру «Схід – Захід», який пройшов під гаслом «Загартовані»[71]. У заході взяли участь 18 театральних колективів і студій з України, Польщі, Німеччини, Вірменії та Угорщини
- червень — виставу-дефіле «Птахи співають і у часі війни» театрального центру «Слово і голос» представили у Римі[72]
- 5 червня — режисер Андрій Жолдак поставив єдину у творчому доробку Людвіга Ван Бетховена оперу «Фіделіо» на сцені національної опери в Амстердамі (Нідерланди)[73]
- липень — Національний академічний драматичний театр імені Івана Франка із виставою «Калігула» взяв участь в Авіньйонському фестивалі[74][75][76][77]
- 6 листопада — виставу «BLOCKPOST» зіграли у Німецькому державному театрі міста Тімішоара в Румунії. Виставу зіграли актори Національного академічного драматичного театру ім. Лесі Українки за підтримки художника-постановника Олени Дробної та студентів факультету музики та театру UVT. Режисер – Олександр Степанцов[78]
- Одесити привезли до Німеччини виставу російською мовою з Дідом Морозом та Снігуронькою[79]

### Театральні скандали
- Австрія оголосила національний проєкт для Венеційської бієнале – країну представлятиме виставка «Лебедине озеро» російської художниці Анни Єрмолаєвої. Відкриття австрійського павільйону – 18 квітня 2024 року[80][81]
- Отримує розвиток ситуація навколо Кіровоградського академічного українського музично-драматичного театру ім. Марка Кропивницького. 16 жовтня у Ленінському суді Кропивницького розпочався розгляд справи за позовом колишнього директора театру В'ячеслава Вандрашека за позовом про визнання розпорядження голови облради про його звільнення незаконним[82].
- 17 січня директор Дніпровського академічного театру опери та балету Костянтин Пінчук вдарив актора Чернігівського обласного академічного театру ім. Тараса Шевченка Миколу Лемешка, який разом з трупою був на гастролях у Дніпрі[83][84]
- січень — У Львівському академічному духовному театрі «Воскресіння» державні аудитори виявили втрат на понад 4,7 млн гривень впродовж останніх трьох років «До репертуару театру за цей час було включено три нові п’єси, але, на жаль, митці не урахували глядацькі симпатії, тож глядачі на вистави не пішли. На їх постановку було використано понад пів мільйона гривень, а доходи від показу склали лише 18,5 тис. грн. за 2020 - І півріччя 2023 роки», – йдеться у повідомленні відомства[85][86]
- січень — Львівська опера відмовилась від співпраці із запрошеною вокалісткою, лауреаткою міжнародних конкурсів Валентиною Плужніковою через її участь у виставах з російськими артистами. Виставу «Кармен» на 17 лютого, де Плужнікова мала виконувати головну партію в опері скасували[87][88]
- 26 лютого одиночний пікет біля стін Національної музичної академії України ім. Петра Чайковського організував шевченківський лауреат, композитор Ілля Разумейко. Протест стосувався присутності імені Петра Чайковського у назві національного закладу[89]
- лютий — Троє артистів Львівської опери не повернулися в Україну з гастролей у Фінляндії: провідний соліст балету Андрій Михаліха, солістка балету Юлія Михаліха-Рома, а також артист балету Богдан Ключник[90][91]
- березень — 13 березня директора Кіровоградського академічного українського музично-драматичного театру ім. Марка Кропивницького Сергія Корнієнка взяли під час отримання хабаря[92][93][94]. 15 березня судом було обрано запобіжний захід  у вигляді тримання під вартою терміном на два місяці з правом внесення застави в розмірі 242 тисячі гривень[95]. За посадовця було внесено заставу, й 18 березня він вийшов із сізо[96]. На період слідства (з 22 березня 2024 року по 14 травня 2024 року включно) виконувачем обов’язки директора-художнього керівника Кіровоградського академічного обласного українського музично-драматичного театру ім. Марка Кропивницького призначино Євгена Лавренчука (розпорядження за підписом голови Кіровоградської обласної ради Юрія Дроза)[97][98][99]. Поновленого у судовому порядку В'ячеслава Вандрашека до виконання обов'язків не допустили[100][101]. Державний виконавець Відділу примусового виконання рішень Департаменту державної виконавчої служби Міністерства юстиції України 26 липня виніс постанову про накладення 5100 грн штрафу на Кіровоградську обласну раду за невиконання рішення суду про поновлення на посаді директора театру Вячеслава Вандрашека та зобов’язав виконати його в триденний термін[102][103]. Кіровоградська обласна рада двічі оштрафована через непоновлення В’ячеслава Вандрашека на посаді директора театру – в облраді пояснили, що тимчасово не мають доступу до «Електронного суду»[104].
- березень — українська диригентка Оксана Линів стала музичним керівником опери «Євгеній Онєгін» Петра Чайковського, яку ставитимуть у Німеччині в 2025 році[105]. Линів дала коментар, мовляв, що попри те, що в Україні від початку воєнного стану припинили виконувати музику Чайковського, Прокоф'єва, Шостаковича, Рахманінова, Стравінського, твори цих композиторів обов'язкові в репертуарі кожного диригента на міжнародному рівні[106]. Про свою боротьбу на міжнародному рівні Линів розказала в інтерв'ю «Українська правда|Українській правді»[107].
- квітень-травень — через відсутність фінансування 30-денну відпустку були змушені влаштувати у Житомирському академічному театрі ім. Івана Кочерги[108].
- квітень-травень — ексгенеральний директор-художній керівник Національного академічного драматичного театру ім. Лесі Українки, Герой України Михайло Резнікович дав інтерв'ю пропагандистському YouTube каналу «БелРос», під час якого пожалівся на начебто знищення російської культури в Україні, а також похвалився тим, що має нагороду від диктатора Володимира Путіна. З відкритих джерел стало відомо, що Резнікович викладає у російському інституті театрального мистецтва. Міністерство культури та інформаційної політики України виступило із вимогою про позбавлення Резніковича звання академіка Національної академії мистецтв України[109][110][111]. 12 липня з'явилася заява Національної академії мистецтв України про позбавлення Резніковича звання академіка за «пропаганду наративів країни-агресора»[112].
- червень — 6 червня розпочався розгляд справи директора Кіровоградського академічного українського музично-драматичного театру ім. Марка Кропивницького Сергія Корнієнка взяли, затриманого  під час отримання хабаря[113]
- липень — американський композитор Філіп Ґласс звинуватив Севастопольський театр опери та балету у незаконному використанні його композиції та його ім'я для просування своєї постановки – балета «Буремний перевал» (Wuthering Heights)[114]
- 8 жовтня — Київський апеляційний суд скасував наказ Національного театру оперети про звільнення артиста Ігоря Левенця, який перебував у лавах ЗСУ, як незаконний[115]
- жовтень — Працівники частини театрів Харкова, які фінансуються з обласного бюджету, з липня не отримують заробітну плату. Заборгованість по зарплаті в театрі ляльок – 651 тис. грн; у театрі музичної комедії – 801 тис. грн; драмтеатру – 1 204 тис. грн; ТЮГу – 652 тис. грн[116][117]
- жовтень — за результатами аудиту Рахунковою палатою було виявлено, що Міністерство культури та інформаційної політики (від 13 вересня 2024 року – Міністерство культури та стратегічних комунікацій України) не забезпечило повною мірою формування та реалізацію державної політики у межах своїх повноважень. Через це залишилися невикористаними 1,3 млрд гривень[118].
- грудень — На німецькому порталі «Opern News» вийшла стаття Sebastian F. Schwarz про його досвід відвідування української опери. Перегляд вистави «Наталка Полтавка» в Національній опері України було перервано сиреною, на що німецький інтендант відреагував: «Я не жалкував про цю виставу, і коли повітряну тривогу відмінили, я волів піти поїсти, ніж дивитися продовження опери»[119]

## Театр і війна
- січень — актор Олександр Печериця після півтора року перебування на фронті, більше не служить у ЗСУ, а повернувся до роботи в театрі[120][121]
- 16 лютого — Національний академічний український драматичний театр імені Марії Заньковецької проводить благодійний показ вистави «Земля». Всі кошти, отримані від продажу квитків, спрямують на закупівлю FPV-дронів для бійців 24 бригади ім. короля Данила[122]
- березень — до лав ЗСУ став актор луцького театру «ГаРмИдЕр», викладач театральної майстерні для дітей і підлітків «ДогориДриґом» Павло Порицький[123]
- 22 квітня — прем'єра у Театрі Етель Беррімор[en] (Нью-Йорк) вистави «Патріоти» про президента РФ Володимира Путіна (Вілл Кін у ролі Володимира Путіна, Майкл Стулбарг – Борис Березовський, Люк Теллон – Роман Абрамович). Режисер – Пітер Морган[en][124][125][126]
- травень — у Чернігівському обласному молодіжному театрі через мобілізацією акторів було скасувано вистави. Повістки чоловікам принесли на робоче місце, а через два дні їх забрали на фронт[127]. На невизначений термін зупинено показ вистав Чернігівського обласного академічного музично-драматичного театру ім. Тараса Шевченка – в рамках мобілізації до ТЦК та СП викликали 34 працівники драмтеатру в Чернігові, деякі з них вже поїхали на навчання[128][129][130]
- травень — на навчання з окупованого Маріуполя до Москви по програмі підвищення кваліфікації ГІТІС «Удосконалення професійних навичок актора» поїхали 15 акторів-колаборантів Маріупольського драмтеатру[131]
- червень — пара молодих акторів Ярослава Свідерська та Єгор Кривицький переїхали працювати до Чернівців (Чернівецький музично-драматичний театр імені Ольги Кобилянської)[132]
- червень — актор Чернігівського драмтеатру Євген Бондар проходить навчання після мобілізації[133]
- липень — Ветеранський хаб у Чернівцях запрацює у ложі цісаря Франца Йосипа І у Чернівецькому музично-драматичному театрі ім. Ольги Кобилянської[134]
- Французька агенція Expertise France оголосила суму витрат на демонтаж зруйнованого російською ракетою даху Чернігівського театру ім. Тараса Шевченка. Також були проведені роботи з підсилення конструкції та цегляні стіни, зведення нової покрівлі та облаштували утеплення перекриття. Роботи тривали з листопада 2023 року по травень 2024-го та склали близько 300 000 євро[135]
- вересень — технічний колектив художнього проєкту «МУР» мобілізували напередодні вистави в Ужгороді[136]
- інтерв'ю із акторами, які знаходяться на службі: Богдан Чернявський[137]
- Катерина Кудлач, екс-акторка Львівського театру Лесі України, під час повномасштабного вторгнення поставила творчість на паузу та вирішила стати стюардесою[138]

## Фестивалі, театральні школи, форуми
- 18 лютого — Міжнародний конкурс мистецтв «Підкори сцену» (театральна секція) (м. Київ)
- 27 — 31 березня — II Всеукраїнський театральний фестиваль «FantaziaFest» (м. Хуст)[139]
  - Гран-прі фестивалю — Запорізький дитячий театр «СВіЯ»[140]
  - Гран-прі конкурсу «Твій Кастинг» — Микола Варцаб'юк (м. Луцьк)[141]
- 7 — 10 травня — Обласний конкурс аматорських театрів «Миколаївська Мельпомена»[142]
- 13 — 18 травня — Перший всеукраїнський театральний фестиваль актуальної драматургії «Драма сьогодення» (Закарпатський академічний обласний український музично-драматичний театр імені братів Юрія-Августина та Євгена Шерегіїв, м. Ужгород)[143]
- 1 — 3 червня — II Всеукраїнський фестиваль театрального мистецтва «Зірки Мельпомени» (м. Хмельницький)[144][145]
- 17 — 23 червня — I «Український шекспірівський фестиваль» (Івано-Франківський національний академічний драматичний театр імені Івана Франка, м. Івано-Франківськ)[146][147][148][149][150][151][152][153][154][155][156][157]
- 24 червня — 1 липня — Всеукраїнський фестиваль театрального мистецтва «Від Гіпаніса до Борисфена»[158]
- червень — серпень — Обласний огляд-конкурс аматорських театральних колективів «Буковинська театральна весна»[159]
- 15 — 18 серпня — Мистецький фестиваль «Bouquet Kyiv Stage» (гасло фестивалю — «Від Сяну до Дону»)[160][161]
- 7 — 14 вересня — XXVI Міжнародний театральний фестиваль «Мельпомена Таврії» (гасло фестивалю — «#культура_відродження»)[162][163][164][165][166]
- 10 — 15 вересня — V Міжнародний фестиваль моновистав «Монологи над Ужем» (м. Ужгород)[167][168][169]
- 12 — 15 вересня — Кроссекторальний проєкт «Харків: (не)релокована культура» (м. Івано-Франківськ)[170]
- 12 — 17 вересня — Міжнародний фестиваль моновистав «Відлуння» (м. Кам'янське)[171]
- 16 — 22 вересня — Концептуальний фестиваль театрального мистецтва «Сім» (UNIT.City, Київ)[172]
- 17 — 18 вересня — Мистецький форум «Тарасов Парк» (м. Запоріжжя)[173]
- 18 — 22 вересня — І Фестиваль дитячо-юнацьких, молодіжних та незалежних театрів «FrancoFest» (м. Коломия)[174]
- 23 — 29 вересня — LIV Театральний фестиваль «Вересневі самоцвіти» (м. Кропивницький)[175]
- 1 — 3 жовтня — XIX Міжнародний фестиваль театрів ляльок «Інтерлялька» (Закарпатський обласний театр ляльок «Бавка», м. Ужгород)[176][177][178]
- 3 — 10 жовтня — XXXV Міжнародний театральний фестиваль «Золотий лев» (м. Львів)[179][180]
- 9 — 13 жовтня — Всеукраїнський театральний фестиваль «Starytskiy Theatre Fest» (м. Хмельницький)[181][182][183]
- 12 жовтня — Артмарафон «Вінграновський ART FEST» (м. Первомайськ)[184]
- 18 — 20 жовтня — «ГогольFest. Pokróva» (м. Запоріжжя)[185][186]
- 18 — 20 жовтня — «Фестиваль перших п'єс» (Театр ветеранів, м. Київ)[187][188][189]
- 21 жовтня — Фестиваль «Митниця. Нова режисура» (Київський академічний театр драми і комедії на лівому березі Дніпра, м. Київ)
  - переможець — Слава Юшков[190]
- 23 — 27 жовтня — XVI Театральний фестиваль комедії «Золоті оплески Буковини» (Чернівецький музично-драматичний театр імені Ольги Кобилянської, м. Чернівці)[191]
- листопад — VI Всеукраїнський театральний фестиваль-премія «GRA» (м. Київ)[192][193]
- 6 — 11 грудня — Рівно-трансформаційний Різдвяний фестиваль «Скрудж Фест» (Рівненський обласний академічний український музично-драматичний театр, м. Рівне)[194][195][196][197][198][199][200]
  - театральна студія «ОнгЪл» (м. Болград)[201]
  - народний театр молоді «Силентіум» (м. Калуш)[202]. Підсумки фестивалю[203]

## Нагороди
- II Премія-відзнака «Чорний лотос», спрямована на підтримку українських кіно-театральних митців/мисткинь, які були активними протягом 2023 року[204][205][206]:
  - Чоловіча роль другого плану (кіно) — Максим Панченко («Я, Ніна», реж. Марися Нікітюк)
  - Чоловіча роль другого плану (театр) — Артур Логай («Море… ніч… свічки», Театр драми і комедії на лівому березі Дніпра, реж. Едуард Митницький)
  - Жіноча роль другого плану (кіно) — Єлизавета Цілик («Назавжди-Назавжди», реж. Анна Бурячкова)
  - Жіноча роль другого плану (театр) — Оксана Жданова («Конотопська відьма» Національний академічний драматичний театр імені Івана Франка, реж. Іван Уривський)
  - Головна чоловіча роль (кіно) — Олексій Гнатковський («Довбуш», режисер Олесь Санін)
  - Головна чоловіча роль (театр) — Ігор Колтовський («Військовий концерт», Театр драматургів, реж. Анастасія Сегеда)
  - Головна жіноча роль (кіно) — Ксенія Хижняк («Я, Ніна», реж. Марися Нікітюк)
  - Головна жіноча роль (театр) — Слава Красовська («Жінка в Берліні», Малий театр, реж. Олена Щурська)
  - Сценарій (кіно) — Антоніо Лукіч («Люксембург, Люксембург»)
  - П'єса (театр) — «Величне століття. Веселе», драматург Сергій Кулибишев
  - Документальний фільм — «Нескінченність за Флоріаном» (реж. Олексій Радинський)
  - Короткометражний фільм — «Сусід по кімнаті» (реж. Євген Слупчук)
  - Відкриття року (кіно) — Карина Химчук («Ти мене любиш?»)
  - Відкриття року (театр) — Олександр Якобчук («Зелені коридори», Театр драматургів, драматургиня Наталка Ворожбит)
  - Режисерка (кіно) — Тоня Ноябрьова («Ти мене любиш?»)
  - Режисерка (театр) — Наталя Сиваненко («Піна днів», Дикий театр)
  - Фільм року — «Ля Палісіада», режисер Філіп Сотниченко
  - Вистава року — «Кортес», Театр «Золоті ворота», режисерка Тетяна Губрій
- Премія імені Леся Курбаса — Артем Вусик за сюрреалістичну трагікомедію «Веселка на Салтівці» (Харківський альтернативний незалежний театр «Нафта»)[207][208] Номінанти[209]
- Премія «Золотий ліфон» найпривабливіших культурних діячів України — Олексій Гнатковський (серед номінантів були: Артем Чех, Іван Леньо, Сергій Жадан, Артем Полежака, Юрко Юркеш Юрченко, Дмитро Зєзюлін, Павло Вишебаба, Ахтем Сеїтабалаєв, Дмитро Лазуткін, Тарас Цимбалюк, Олександр Лисак, Валерій Харчишин, Василь Піддубний, Павло Казарін, Михайло Матюхін, Павло Коробчук, Ігор Мітров, Андрій Любка, Руслан Горовий)[210][211]
- Премія Women in Arts (категорія «Жінки в театрі») в межах руху солідарності за ґендерну рівність #HeForShe в Україні — Оксана Дмітрієва[212]
- Національна премія України імені Тараса Шевченка (театральне мистецтво) — Іван Уривський, режисер-постановник, Тетяна Овсійчук, художниця-постановниця, Сусанна Карпенко, хормейстерка, – за виставу «Конотопська відьма» за повістю Григорія Квітки-Основ’яненка Національного академічного драматичного театру імені Івана Франка[213].
- Премія імені Олега Вергеліса[214] — вистава Театру на Подолі «Процес» за мотивами однойменного роману Франца Кафки (реж. Давид Петросян)[215]
- Премія імені Лесі Українки (номінація «Театральні вистави для дітей та юнацтва») —
- Премія імені братів Євгена та Юрія Августина Шерегіїв у галузі театрального мистецтва —
- Мистецька премія «Київ» (у галузі театрального мистецтва — мистецька премія «Київ» імені Амвросія Бучми) — Іван Уривський, режисер-постановник Національного академічного драматичного театру ім. Івана Франка — за вистави «Пер Гюнт» за п`єсою Генріка Ібсена (2021 р.), «Безталанна» за однойменною п`єсою Івана Карпенка-Карого (2021 р.), «Калігула» за однойменною п`єсою Альберта Камю (2022 р.), «Конотопська відьма» за повістю Григорія Квітки-Основ`яненка (2023 р.)[216]
  - В номінації також були представлені: Василь Неволов, письменник, театрознавець, заслужений діяч мистецтв України (за книгу «Творчі мандри через роки…», 2023); Сергій Кучера, актор Київського академічного театру «Актор» (за роль у виставі «Хай живе Бушон» за Жаном Делля та Жеральдом Сіблейраса, 2023); Георгій Пачкорія, директор-художній керівник, режисер театру «Маланка» – за виставу «Украдене щастя», 2023); Денис Степчук, режисер театру «Маланка» (за виставу «Я (Романтика)», 2023)[217]
- II Відзнака українських лідерів УП 100, які зробили найбільший внесок у незалежність та майбутнє України. Категорія «Культура» містить 15 людей, серед яких представники театру[218][219]:
  - Олена Апчел, солдатка Національної гвардії України, режисерка, PhD філософії
  - Максим Голенко, театральний режисер, директор Національного театру Марії Заньковецької
  - Іван Уривський, театральний режисер, лавреат Шевченківської премії за постановку «Конотопська відьма»
- I Київський рейтинг «Театральний інфобум» (Національне агентство «Укрінформ»)[220][221][222][223]:
  - Кращий актор — Іван Шаран (за вистави «Слуга двох панів» та «Марія Стюарт» у Київський театрі ім. Івана Франка)[224]
  - Краща акторка — Ольга Голдис (за виставу «Процес», Театр на Подолі, та «Отелло», Київський театр Лесі Українки)
  - Кращий режисер — Давид Петросян (за виставу «Процес», Театр на Подолі)[225]
  - Кращий драматург — Сергій Кулибишев (за п’єсу до вистави «Величне століття. Веселе», реж. Олексій Гладушевський, «Золоті ворота»)[226]
  - Краща вистава (драма) — «Процес» (реж. Давид Петросян, Театр на Подолі)
  - Краща вистава (комедія/мюзикл) — «Чикаго» (реж. Богдан Струтинський, Київський національний академічний театр оперети)
  - Краща вистава (драма). Вибір редакції — «Ha*l*t» (реж. Тамара Трунова, Київський академічний театр драми і комедії на лівому березі Дніпра)[227]
  - Краща вистава (комедія/мюзикл) Вибір редакції — «Блискуча ідея» (реж. Максим Нікітін, Київський театр Лесі Українки)

## Звання
Розділ містить перелік лауреатів, які мають пряме відношення до театру.

### Народний артист України
- Бойко Сергій Валентинович — артист драми – провідний майстер сцени Київського академічного драматичного театру на Подолі[228]
- Ващенко Геннадій Іванович — соліст опери – провідний майстер сцени державного підприємства Національний академічний театр опери та балету України імені Т.Г.Шевченка (м.Київ)[229]
- Вілков Олександр В’ячеславович — актор, провідний майстер сцени Київського академічного театру юного глядача на Липках[228]
- Гнатковський Олексій Іванович — режисер, артист драми Івано-Франківського національного академічного драматичного театру ім. Івана Франка[230]
- Калантай Сергій Гаврилович — актор театру і кіно, артист Національного академічного драматичного театру ім. Івана Франка» (м.Київ)[228]
- Капінос Інна Анатоліївна — акторка Національного академічного драматичного театру ім. Івана Франка і кіно[231]
- Паламаренко Олексій Анатолійович — артист драми – провідний майстер сцени Національного академічного драматичного театру ім. Івана Франка[230]
- Попов Леонід Петрович — професор кафедри Київського національного університету театру, кіно і телебачення ім. Івана Карпенка-Карого[228]
- Цьона Олег Михайлович — директор-художній керівник Львівського академічного молодіжного театру імені Леся Курбаса[229]
- Ченська Вікторія Станіславівна — солістка опери – провідна майстер сцени Державного підприємства Національний академічний театр опери та балету України імені Т.Г.Шевченка (м.Київ)[232]

### Заслужений артист України
- Артіменьєв Артур Леонідович — режисер Київського академічного театру юного глядача на Липках[228]
- Білий Віталій Іванович — артист-вокаліст, провідний майстер сцени Одеського національного академічного театру опери та балету[232]
- Бліндер Іван Володимирович — артист драми Івано-Франківського національного академічного драматичного театру ім. Івана Франка[228]
- Гонюков Андрій Олександрович — артист, соліст-вокаліст – провідний майстер сцени Київського муніципального академічного театру опери і балету для дітей та юнацтва[228]
- Захарчук Ігор Романович — артистов драми Івано-Франківського національного академічного драматичного театру ім. Івана Франка[232]
- Калинюк Інна Василівна — артистка драми Національного академічного українського драматичного театру ім. Марії Заньковецької (м.Львів)[228]
- Коваль Василь Северинович — диригент комунального підприємства культури Дніпровський академічний театр опери та балету[229]
- Кукуюк Михайло Петрович — артист драми – провідний майстер сцени Державного підприємства «Національний академічний драматичний театр ім. Івана Франка»[232]
- Лацік Євген Мирославович — актор Тернопільського академічного обласного українського драматичного театру імені Т.Г.Шевченка[229]
- Локтіонов Євген Віталійович — старший викладач Київського національного університету театру, кіно і телебачення ім. Івана Карпенка-Карого[230]
- Піскун Юлія Геннадіївна — артистка-вокалістка (соліст) Харківського національного академічного театру опери та балету ім. Миколи  Лисенка[228]
- Пономаренко Денис Олегович — актор Луганського обласного академічного українського музично-драматичного театру[229]
- Стефанська Олена Анатоліївна — актриса Національного академічного драматичного театру ім. Лесі Українки (м.Київ)[228]
- Терещук Юлія Володимирівна — артистка-вокалістка, провідний майстер сцени Одеського національного академічного театру опери та балету[230]
- Узлюк Олена Анатоліївна — артистка драми – провідна майстер сцени театрально-видовищного закладу культури «Київський національний академічний Молодий театр»[232]
- Ярема Олександр Михайлович — артист драми – провідний майстер сцени державного підприємства Національний академічний драматичний театр імені Івана Франка (м.Київ)[229]

### Заслужений діяч мистецтв України
- Егрут Валерій Йосипович — головний хормейстер Одеського національного академічного театру опери та балету[232]
- Сеітаблаєв Ахтем Шевкетович — актор театру і кіно, режисер[231]
- Філенко Артем Вікторович — головний диригент Херсонського обласного академічного музично-драматичного театру ім. М.Куліша[232]

### Заслужений працівник культури України
- Головачов Ігор Олександрович — художник з освітлення, начальник служби Національного академічного драматичного театру ім. Лесі Українки (м.Київ)[228]
- Губерначук Володимир Григорович — старший викладач Київського національного університету театру, кіно і телебачення ім. Івана Карпенка-Карого[230]
- Мороз Віталій Сергійович — керівник групи зі створення вистав, заступнику директора комунального закладу «Одеський академічний обласний театр ляльок»[232]
- Степанова Людмила Остапівна — помічник генерального директора–художнього керівника Київського національного академічного театру оперети[228]

### Ордени
Орден «За заслуги» ІІ ступеня
Орден «За заслуги» III ступеня
- Гнатюк Анатолій Васильович — актор театру і кіно, співак[228]
- Кухарський Василь Анатолійович (посмертно) — актор Київського академічного драматичного театру на Подолі[229]
- Федінчик Андрій Григорович — актора театру, кіно та дубляжу[231]

Орден княгині Ольги III ступеня
- Вітовська-Ванца Ірма Григорівна — акторку театру і кіно, телеведучу[231]
- Лебединська Віра Федорівна — артистка драми комунального закладу «Донецький академічний обласний драматичний театр (м. Маріуполь)», Закарпатська область[232]

«Хрест Свободи» (медаль Православної церкви України)
- Павлюк Сергій Миколайович — головний режисер Херсонського обласного музично-драматичного театру ім. Миколи Куліша[233]

## Конкурси на заміщення керівних посад
| Дата         | Переможець                                                               | Посада                                                         | Театр / Заклад                                                                                 | Конкуренти | Коментар, Посилання                    |
| ------------ | ------------------------------------------------------------------------ | -------------------------------------------------------------- | ---------------------------------------------------------------------------------------------- | ---------- | -------------------------------------- |
| 5 лютого     | Бондаренко Андрій Володимирович Гарець Ірина Анатоліївна Гриценко Оксана | художні керівники                                              | Театр Драматургів                                                                              |            | ЗМІ                                    |
| 15 березня   | Гришков Олександр Олександрович                                          | директор-художній керівник                                     | Луганський обласний академічний український музично-драматичний театр                          |            |                                        |
| 22 березня   | Лавренчук Євген Вікторович                                               | тво директор-художній керівник                                 | Кіровоградський академічний український музично-драматичний театр ім. М.Л. Кропивницького      |            | ЗМІ                                    |
| 3 квітня     | Нищук Євген Миколайович                                                  | генеральний директор-художній керівник                         | Національний академічний драматичний театр імені Івана Франка                                  |            | Мінкульт ЗМІ Перші кроки Підсумки року |
| 12 травня    | Побережна Тетяна Іванівна                                                | директор                                                       | Вінницький академічний обласний театр ляльок                                                   |            | ЗМІ                                    |
| 12 травня    | Педорук Іван Дмитрович                                                   | директор                                                       | Вінницький обласний академічний український музично-драматичний театр імені Миколи Садовського |            | ЗМІ                                    |
| 5 вересня    | Точицький Микола Станіславович                                           | міністр                                                        | Міністерство культури та інформаційної політики України                                        |            | ЗМІ                                    |
| 6 вересня    | Власова Наталія Федорівна                                                | директор-художній керівник                                     | Запорізький академічний обласний український музично-драматичний театр імені Володимира Магара |            | ЗМІ                                    |
| 15 листопада | Григоренко Галина Володимирівна                                          | перша заступниця міністра культури та стратегічних комунікацій | Міністерство культури та інформаційної політики України                                        |            | ЗМІ                                    |

Завершення каденції
- 5 лютого — Курочкін Максим Олександрович, художній керівник Театру Драматургів[234]
- березень — Захаревич Михайло Васильович, генеральний директор-художній керівник Національного академічного драматичного театру ім. Івана Франка
- 4 вересня — Карандєєв Ростислав Володимирович, тво міністра культури та інформаційної політики України (28 липня 2023 – 4 вересня 2024)[251]
- 6 листопада — Лавренчук Євген Вікторович, тво директор-художній керівник Кіровоградського академічного українського музично-драматичного театру ім. Марка Кропивницького (22 березня 2024 – 5 листопада 2024)[252]

## Діячі театру

### Померли
| Місяць   | Дата                   | Ім'я                  | Вік | Країна          | Професія                        | Театр / примітка | Дж.             |
| -------- | ---------------------- | --------------------- | --- | --------------- | ------------------------------- | --- | --------------- |
| Січень   | 4                      | Вікторія Алексієва    | ??? | Україна         | Акторка                         | Одеський театр юного глядача ім. Юрія Олеші |                 |
| Січень   | 4                      | Глініс Джонс          | 100 | Велика Британія | Акторка, співачка               | британська акторка театру та кіно | [ 253 ] [ 254 ] |
| Січень   | 4                      | Вікторія Тимошенко    | 89  | Україна         | Акторка                         | Харківський академічний драматичний театр (з 1968 року) Заслужена артистка України | [ 255 ]         |
| Січень   | 11                     | Юрій Соломін          | 88  | Росія           | Актор, режисер                  | головний режисер Малого театру Народний артист СРСР (1988) Народний артист Киргизської Республики (1996) лауреат Державної премії Росії (2002) | [ 256 ]         |
| Січень   | 13                     | В'ячеслав Ткаченко    | 82  | Україна         | Актор                           | Харківський академічний драматичний театр Заслужений артист України | [ 257 ] [ 258 ] |
| Січень   | 18                     | Алла Журавльова       | 86  | Росія           | Акторка, режисерка              | Мурманський обласний драматичний театр народна артистка Росії (2000) | [ 259 ]         |
| Січень   | 22                     | Володимир Федінчук    | 31  | Україна         | Актор                           | Рівненський обласний академічний український музично-драматичний театр (2016–2023) | [ 260 ]         |
| Січень   | 29                     | Сандра Міло           | 90  | Італія          | Акторка, телеведуча             | італійська акторка театру та кіно | [ 261 ] [ 262 ] |
| Січень   | 29                     | Анатолій Черков       | ??? | Україна         | Режисер, педагог                | один із засновників імпровізаційного театрального руху в Україні, художній керівник театральних студій, майстерень, шкіл, груп |                 |
| Січень   | 31                     | Анатолій Дриженко     | 82  | Україна         | Актор, телеведучий              | Народний артист України | [ 263 ]         |
| Лютий    | 1                      | Карл Везерс           | 76  | США             | Актор                           | американський актор, продюсер, режисер (колишній професійний футболіст) | [ 264 ] [ 265 ] |
| Лютий    | 3                      | Елена Рохо            | 79  | Мексика         | Акторка                         | мексиканська акторка театру, кіно та телебачення | [ 266 ] [ 267 ] |
| Лютий    | 5                      | Майкл Джейстон        | 88  | Велика Британія | Актор                           | англійський актор театру і кіно | [ 268 ] [ 269 ] |
| Лютий    | 10                     | Леонід Остропольський | 74  | Україна         | Режисер, педагог                | Заслужений діяч мистецтв України (1999) | [ 270 ]         |
| Лютий    | 14                     | Віктор Раду           | 67  | Україна         | Актор                           | Одеський театр юного глядача імені Юрія Олеші (вересень 1987 – лютий 2024) | [ 271 ]         |
| Лютий    | 15                     | Жерар Баррей          | 92  | Франція         | Актор                           | французький актор | [ 272 ] [ 273 ] |
| Лютий    | 16                     | Василь Мацьо          | 91  | Україна         | Театральний менеджер            | директор Львівської національної опери (1981–1996) |                 |
| Лютий    | 21                     | Мішлін Прель          | 101 | Франція         | Акторка                         | французька акторка та співачка | [ 274 ] [ 275 ] |
| Лютий    | 22                     | Людмила Алфімова      | 88  | Україна         | Акторка                         | Заслужена артистка України (2003) | [ 276 ]         |
| Лютий    | 25                     | Ернст Романов         | 87  | Росія           | Актор                           | Народний артист Росії (1994) | [ 277 ]         |
| Березень | 1                      | Ігор Афанасьєв        | 70  | Росія           | Драматург, актор                | російський та український театральний режисер, драматург заслужений діяч мистецтв України | [ 278 ]         |
| Березень | 2                      | Валерій Івченко       | 84  | Росія           | Актор                           | Народний артист Української РСР (1980) Народний артист Росії (1994) | [ 279 ]         |
| Березень | 6                      | Римас Тумінас         | 72  | Литва           | Режисер                         | | [ 280 ]         |
| Березень | 12                     | Юрій Хомайко          | 72  | Україна         | Театральний критик              | харківський журналіст, театральний критик, мистецтвознавець | [ 281 ]         |
| Березень | 15                     | Олександр Ширвіндт    | 89  | Росія           | Актор                           | Художній керівник Московського театру сатири (2000—2021) Викладав у театральному училищі Москви Народний артист РРФСР (1989) | [ 282 ] [ 283 ] |
| Квітень  | 8 (дата повідомлення)  | Андрій Доманський     | ??? | Україна         | Актор                           | Житомирський театр імені Івана Кочерги | [ 284 ] [ 285 ] |
| Квітень  | 11                     | Лорена Веласкес       | 86  | Мексика         | Акторка                         | мексиканська акторка театру, кіно та телебачення | [ 286 ]         |
| Квітень  | 13                     | Микола Шкарабан       | 52  | Україна         | Актор                           | актор, дослідник історії українського театру, старший викладач кафедри театрознавства КНУТКіТ ім. Івана Карпенка-Карого, кандидат мистецтвознавства |                 |
| Квітень  | 17                     | Петро Нікітін         | 61  | Україна         | Актор                           | Національний академічний драматичний театр імені Івана Франка (2021-2024) Харківський державний академічний драматичний театр Центр сучасного мистецтва «Нова Сцена» Національний академічний театр ім. Лесі Українки |                 |
| Квітень  | 30                     | Євген Шумілов         | ??? | Україна         | Актор                           | український актор театру і кіно | [ 287 ]         |
| Травень  | 14                     | Індриксоне Байба      | 92  | Латвія          | Акторка                         | Латвійський національний театр Ризький камерний театр Новий Ризький театр | [ 288 ]         |
| Травень  | 24                     | Олександр Бєльський   | 75  | Україна         | Режисер, педагог                | організатора пластичного театру, директор-художній керівник Криворізького міського академічного театру музично-пластичних мистецтв «Академія руху» заслужений діяч мистецтв України (2006), почесний громадянин Кривого Рогу (2014) | [ 289 ] [ 290 ] |
| Травень  | 28                     | Богдан Козак          | 83  | Україна         | Актор                           | Національний академічний український драматичний театр імені Марії Заньковецької Народний артист Української РСР (1988) | [ 291 ]         |
| Травень  | 29                     | Анастасія Заворотнюк  | 53  | Росія           | Акторка                         | Театр-студія п/к Олега Табакова | [ 292 ]         |
| Червень  | 4                      | Ніко Лапунов          | 43  | Україна         | Актор, режисер, художник        | головний режисер Полтавського академічного обласного театру ляльок (2019–2024) | [ 293 ]         |
| Липень   | 6                      | Ігор Воронка          | 49  | Україна         | Оперний співак, скрипаль, актор | заслужений артист України (2009) військовослужбовець Збройних сил України учасник російсько-української війни | [ 294 ] [ 295 ] |
| Липень   | 15                     | Микола Ленок          | ??? | Україна         | Музикант                        | гармоніст у складі троїстих музик вистави «Червоне, чорне і знову червоне» Дикого театру (загинув на фронті під Часів Яр. Значиться як зниклий безвісти) |                 |
| Липень   | 16                     | Дар'юш Есламі         | 24  | Україна         | Актор                           | Київський академічний драматичний театр на Подолі аспірант КНУТКіТ ім. Івана Карпенка-Карого | [ 296 ]         |
| Липень   | 17                     | Ігор Щербак           | 68  | Україна         | Актор                           | Київський національний академічний Молодий театр заслужений артист України (2012) |                 |
| Липень   | 27                     | Марія Кравець         | 98  | Україна         | Акторка                         | Житомирський театр імені Івана Кочерги Івано-Франківський обласний музично-драматичний театр Київський театр транспорту , Київський академічний театр юного глядача на Липках |                 |
| Серпень  | 1                      | Людмила Приходько     | 79  | Україна         | Акторка                         | Полтавський академічний обласний український музично-драматичний театр імені Миколи Гоголя (1967—1970) Івано-Франківський академічний обласний музично-драматичний театр імені Івана Франка Тернопільський академічний обласний драматичний театр ім. Т. Г. Шевченка (1970—1976) Волинський обласний академічний музично-драматичний театр імені Тараса Шевченка | [ 297 ]         |
| Серпень  | 7                      | Адам Лінчак           | 19  | Україна         | Актор                           | Майстерня Дмитра Захоженка студент факультету культури і мистецтв Львівського національного університету ім. Івана Франка (спеціальність «Актор драматичного театру та кіно») солдат 111-ту бригади ТрО | [ 298 ]         |
| Серпень  | 18                     | Ален Делон            | 88  | Франція         | Актор                           | французький актор театру та кіно | [ 299 ] [ 300 ] |
| Серпень  | 26 (дата повідомлення) | Андрій Касьянов       | 27  | Україна         | Актор                           | Дніпровський академічний український музично-драматичний театр імені Тараса Шевченка | [ 301 ]         |
| Серпень  | 27 (дата повідомлення) | Олександр Сердюк      | 41  | Україна         | Артист-вокаліст                 | Київський академічний театр українського фольклору «Берегиня» | [ 302 ] [ 303 ] |
| Вересень | 2                      | Іван Кропліс          | 80  | Україна         | Режисер                         | Керівник Народного аматорського молодіжного театру «Дзеркало» (з 2003) | [ 304 ]         |
| Вересень | 2                      | Анатолій Наумов       | 86  | Україна         | Драматург                       | Український письменник | [ 305 ]         |
| Вересень | 3                      | Костянтин Пінчук      | 55  | Україна         | Театральний менеджер            | Директор–художній керівник Дніпровського академічного театру опери та балету (2018-2024) | [ 306 ]         |
| Вересень | 3                      | Григорій Шумейко      | 73  | Україна         | Актор                           | Львівський театр ім. Марії Заньковецької (від 1974) Народний артист України (2009) | [ 307 ]         |
| Вересень | 8                      | Валерій Бассель       | 85  | Україна         | Актор, режисер, педагог         | Одеський обласний театр ляльок Заслужений артист Української РСР (1989) | [ 308 ]         |
| Вересень | 10                     | Володимир Решетняк    | 73  | Україна         | Театральний менеджер            | директор Харківського державного академічного театру ляльок (очолював понад тридцять років) Заслужений працівник культури України | [ 309 ]         |
| Вересень | 14                     | Юрій Зельгін          | ??? | Україна         | Режисер, актор                  | | [ 310 ]         |
| Вересень | 25                     | Володимир Дьяков      | 80  | Україна         | Актор                           | Рівненський обласний академічний український музично-драматичний театр (1979–2024) Заслужений артист України | [ 311 ] [ 312 ] |
| Вересень | 27                     | Меггі Сміт            | 89  | Велика Британія | Акторка                         | провідна англійська акторка театру та кіно повоєнного часу | [ 313 ]         |
| Вересень | 30                     | Гевін Кріл            | 48  | США             | Актор                           | актор, співак й автор пісень, знаний за роботами в музичному театрі | [ 314 ] [ 315 ] |
| Жовтень  | 31                     | Олександр Долоянц     | ??? | Україна         | Художник                        | художник Хмельницького обласного музично-драматичного театру ім. Михайла Старицького |                 |
| Листопад | 15                     | Петро Великий         | 48  | Україна         | Актор                           | актор Чернігівського театру ім. Тараса Шевченка | [ 316 ]         |
| Листопад | 15                     | Володимир Шкляров     | 39  | Росія           | Актор                           | артист балета, премьер Мариинского театра Заслужений артист Росії (2020) | [ 317 ]         |
| Листопад | 16                     | Світлана Світлична    | 84  | Росія           | Акторка                         | радянська і російська акторка театру і кіно. Працювала у Театрі-студії кіноактора Заслужена артистка РРФСР (1974) | [ 318 ]         |
| Грудень  | 6                      | Володимир Кучеренко   | 46  | Україна         | Актор                           | актор київського театру «Тотеатр» | [ 319 ]         |
| Грудень  | 14                     | Яків Ткаченко         | 45  | Україна         | Актор                           | актор Дніпропетровського академічного театру російської драми ім. Максима Горького (до 2019), Дніпровського академічного українського музично-драматичного театру ім. Тараса Шевченка (2020-2021) | [ 320 ]         |
| Грудень  | 19                     | Дмитро Морозов        | 41  | Україна         | Режисер                         | Режисер Національного академічного драматичного театру ім. Лесі Українки (м. Київ ) |                 |
| Грудень  | 19                     | Світлана Олешко       | 51  | Україна         | Режисер                         | Режисерка Театру-студії «Арабески» (м. Харків ) | [ 321 ] [ 322 ] |

### Підсумки

#### Підсумки сезону
- Тренди театрального сезону 2023-2024 років «Укрінформ», 3 серпня 2024
- Що буде з культурою в Сумах, зважаючи на довгі тривоги
- Київська опера (Петро Качанов)[323][324]
- Закарпатський театр ім. братів Шерегіїв (Рудольф Дзуринець)[325]
- «І люди, і ляльки», м. Львів (Олексій Кравчук)[326]
- Київський театр ім. Івана Франка[327]
- Одеський театр юного глядача[328]
- Рівненський театр ляльок[329][330]
- Театр корифеїв[331]
- Харківська опера[332]
- Херсонський театр ім. Миколи Куліша[333]

#### Підсумки року
- Розділ «Основні гуманітарні та культурні події 2024 року» («Підсумки 2024 року: події, тренди, прогнози» від аналітичного центру «Об'єднана Україна»)
- «Сьогодні в театрі дуже багато здорових тенденцій», – критик Васильєв про театральні підсумки року (Радіо Культура, 27 грудня 2024)
- ТОП-10 вистав 2024 року столичної сцени («Укрінформ», 28 грудня 2024)
- Plays between air raids and songs in shelters: How cultural life is thriving in wartime Ukraine (By Svitlana Vlasova, CNN, December 29, 2024)
- Український театр у 2024 році: ризики, втрати і перемоги (Ганна Веселовська для журналу «Український тиждень», 30 грудня 2024)
- Повні зали, прем’єри, гастролі: як війна змінила український театр («Суспільне Культура», 1 січня 2025)